# Paul Manning (Radsportler)
Paul Manning MBE (* 6. November 1974 in Stockport) ist ein britischer Radsporttrainer, ehemaliger Radrennfahrer und Olympiasieger.

## Radsport-Laufbahn
Manning gewann 1996 auf der Straße das Zeitfahren Duo Normand. Im folgenden Jahr entschied er das Zeitfahren der Schweden-Rundfahrt für sich. Sein erster größerer Erfolg war der Gesamtsieg beim Milk Race 2001 und zwei Monate später ein Etappensieg bei der Sachsen-Tour. 2002 gewann er auch eine Etappe beim Milk Race und ein Jahr später bei der Herald Sun Tour. 2005 fuhr Manning für das britische Continental Team Recycling.co.uk und seit 2006 steht er bei dem belgischen Professional Continental Team Landbouwkrediet-Colnago unter Vertrag.
Auf der Bahn ist Manning erfolgreicher als auf der Straße. Seine erste Silbermedaille gewann er bei den Bahn-Radweltmeisterschaften 2000 in der Mannschaftsverfolgung. Später bei den Olympischen Spielen in Sydney sicherte sich die britische National-Équipe die Bronzemedaille. Bis zu den nächsten Spielen wurde er mit der Nationalmannschaft in der Mannschaftsverfolgung noch dreimal Zweiter und einmal Dritter bei den Weltmeisterschaften.
In Athen unterlagen die Briten den Australiern im Finale und sicherten sich die Silbermedaille. Im ersten Jahr nach Olympia schaffte er es dann zum ersten Mal, den Weltmeistertitel zu erringen. Bei den anschließenden Weltmeisterschaften in Bordeaux wurde er zum fünften Mal Vizeweltmeister und ergatterte sich mit seinem dritten Platz zum ersten Mal eine Medaille in der Einerverfolgung. Bei den Commonwealth Games in Melbourne gewann er sogar die Goldmedaille in der Einerverfolgung und dazu eine zweite goldene im Mannschaftswettbewerb. Diese Erfolge fuhr Manning unter anderem mit Bradley Wiggins, Chris Newton, Steve Cummings, Rob Hayles, Bryan Steel und Geraint Thomas ein.
2008 gewann Paul Manning bei den Olympischen Spielen in Peking gemeinsam mit Ed Clancy, Bradley Wiggins und Geraint Thomas die Goldmedaille in der Mannschaftsverfolgung, nachdem das Quartett zuvor schon Weltmeister geworden war. Bei beiden Wettbewerben siegte der britische Vierer mit einer neuen Weltrekordzeit.

## Arbeit als Trainer
Nach den Olympischen Spielen 2008 trat Manning vom aktiven Radsport zurück. 2009 wurde er zum Member of the Order of the British Empire (MBE) ernannt. Im Dezember 2010 wurde Manning in die British Cycling Hall of Fame aufgenommen.
Manning wurde Mitglied des Trainerstabes von British Cycling und betreute die Frauen im Ausdauerbereich. Unter seinem Ägide gewann das britische Frauenteam in der Mannschaftsverfolgung die Goldmedaille bei den Olympischen Spielen 2012 in London und stellte sechsmal einen neuen Weltrekord auf. 2012 wurde er in Großbritannien als Trainer des Jahres ausgezeichnet. 2013 übernahm er die Betreuung der männlichen und später der weiblichen Ausdauerfahrer. Im November 2020 verließ Manning seinen Posten als Verbandstrainer und gab keine Begründung für seine Kündigung an. Erst eine Woche zuvor hatte der Verband dem Sprinttrainer Kevin Stewart wegen „unangemessenen Verhaltens“ gekündigt, es soll aber keinen Zusammenhang zwischen beiden Ereignissen geben. Im September 2021 wurde Manning zum Interims-Nationaltrainer des irischen Verbandes ernannt. 2022 wechselte er als Ausdauertrainer zum neuseeländischen Radsportverband.

## Erfolge

### Bahn
2005
- Weltmeister – Mannschaftsverfolgung (mit Rob Hayles, Steve Cummings und Chris Newton)

2006
- Commonwealth Games – Einerverfolgung, Mannschaftsverfolgung (mit Rob Hayles, Steve Cummings und Chris Newton)

2007
- Weltmeister – Mannschaftsverfolgung (mit Geraint Thomas, Bradley Wiggins und Ed Clancy)

2008
- Olympiasieger – Mannschaftsverfolgung (mit Geraint Thomas, Bradley Wiggins und Ed Clancy) – neuer Weltrekord 3:53,314 Minuten
- Weltmeister – Mannschaftsverfolgung (mit Geraint Thomas, Bradley Wiggins und Ed Clancy) – neuer Weltrekord 3:56,322 Minuten

### Straße
1996
- Duo Normand

2001
- Milk Race
- eine Etappe Sachsen-Tour

2003
- eine Etappe Herald Sun Tour

2007
- eine Etappe Tour of Britain

## Teams
- 2005 Recycling.co.uk-MG-Xpower-Litespeed
- 2006 Landbouwkrediet-Colnago
- 2007 Landbouwkrediet-Tönissteiner